# Signmyrocket.com
Signmyrocket.com je spletno mesto za množično financiranje, ki ljudem ponuja, da se njihova sporočila proti plačilu napiše na strelivo in opremo oboroženih sil Ukrajine po ruski invaziji na Ukrajino leta 2022. Za donacijo med 40 in tisoč dolarji ukrajinski vojaki na strelivo napišejo sporočilo in stranki pošljejo fotografijo ali videoposnetek izstrelitve na ruske oborožene sile. Donacije so namenjene Centru za pomoč vojski, veteranom in njihovim družinam, ki kupuje opremo za oborožene sile Ukrajine.
Kampanja za množično financiranje se je začela maja 2022 na platformi Telegram pod vodstvom ukrajinskega študent informacijske tehnike Antona Sokolenka. Julija 2022 sta njegov partner Ivan Kolesnik in digitalna agencija WebDeal ustvarila spletno stran za olajšanje dostopa mednarodnim strankam, optimizirala večino procesov in projekt povečala.
Do 30. avgusta 2022 je spletno mesto zbralo skoraj 300.000 $ in kupilo 29 avtomobilov, 15 dronov in 4 terminale Starlink. Do 27. februarja 2024 se je vsota donacij povečala na skoraj 1,8 mio $, kar je bilo dovolj za nakup skupno 112 avtomobilov, 125 dronov, 59 terminalov Starlink, 62 optik in pripomočkov za nočni vid, 66 kosov komunikacijske opreme te druge vojaške opreme v vrednosti več kot 500.000 $.